# ロバート・ルケティック
ロバート・ルケティック（Robert Luketic, 1973年11月1日 - ）は、オーストラリア出身の映画監督。

## 来歴・人物
ニューサウスウェールズ州シドニー出身。父親はクロアチア人、母親はイタリア人。15歳で映画を製作し、ATOM Film Festivalの最高賞を受賞する。メルボルンの名門映画学校（Victorian College of the Arts）を卒業。
短編映画『Titsiana Booberini』がサンダンス映画祭などで上映され、いくつかの賞を受賞した。これにより、ハリウッドに招かれる。2001年公開の『キューティ・ブロンド』がスマッシュ・ヒットとなった。
現在はロサンゼルス在住。

## 監督作品
- キューティ・ブロンド Legally Blonde (2001)
- アイドルとデートする方法 Win a Date with Tad Hamilton! (2004)
- ウェディング宣言 Monster-in-Law (2005)
- ラスベガスをぶっつぶせ 21 (2008)
- 男と女の不都合な真実 The Ugly Truth (2009)
- キス&キル Killers (2010)
- パワー・ゲーム Paranoia (2013)